# Ludwig Hetzer

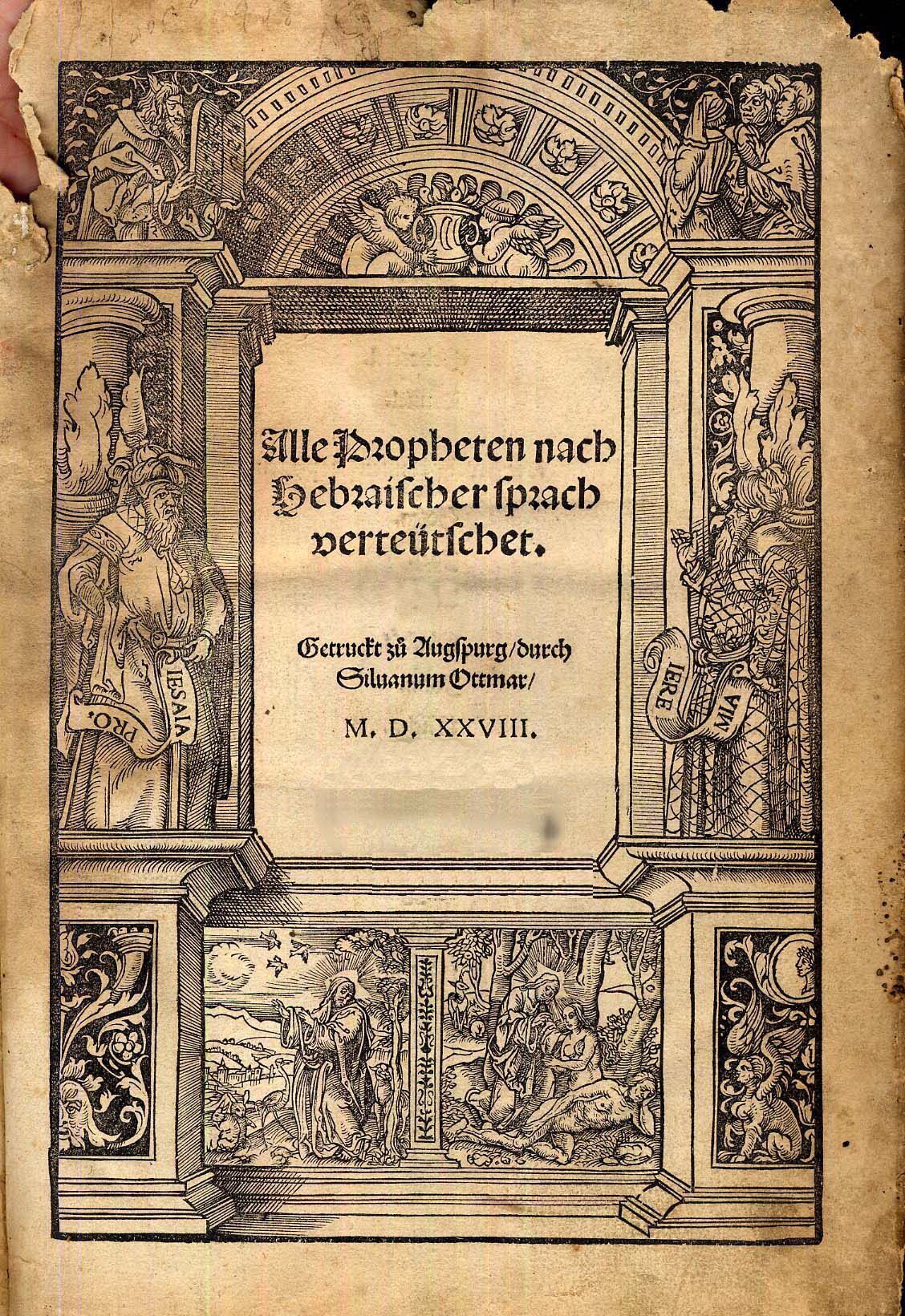
Översättning av Ludwig Hetzers och Hans Dencks Propheten

Ludwig Haetzer, född år 1500 i Bischofszell i den schweiziska kantonen Thurgau, död genom halshuggning i Konstanz den 4 februari 1529, var en antitrinitarisk, anabaptistisk präst och skollärare från Bayern. 
Han finns representerad i 1695 års och 1819 års psalmbok med originaltexten till minst två verk (1819 nr 232 och 233)
Tillsammans med Hans Denck översatte han texter ur gamla testamentet till tyska.

## Psalmer
- Hav tålamod, var from och god (1695 nr 263, 1819 nr 233) skriven okänt årtal
- Låt icke det förtryta dig (1695 nr 48, 1819 nr 232) skriven okänt årtal